# Méthode de Cardan
Pour les articles homonymes, voir Méthode de Cardan (homonymie).
La méthode de Cardan, proposée par Jérôme Cardan dans son ouvrage Ars Magna publié en 1545, est une méthode permettant de résoudre les équations polynomiales du troisième degré.
Cependant, Cardan se serait approprié la méthode en la volant délibérément à Niccolò Fontana dit Tartaglia (« Le Bègue »).
Cette méthode permet d'obtenir des formules, appelées formules de Cardan, donnant en fonction de p et q les solutions de l'équation :
Elle permet de prouver que les équations de degré 3 sont résolubles par radicaux. Seules les équations de degré 1, 2, 3, 4 sont résolubles par radicaux dans tous les cas, c’est-à-dire que seules ces équations possèdent des méthodes générales de résolutions donnant les solutions en fonction des coefficients du polynôme en utilisant seulement les quatre opérations habituelles sur les nombres rationnels, et l'extraction des racines n-ièmes.

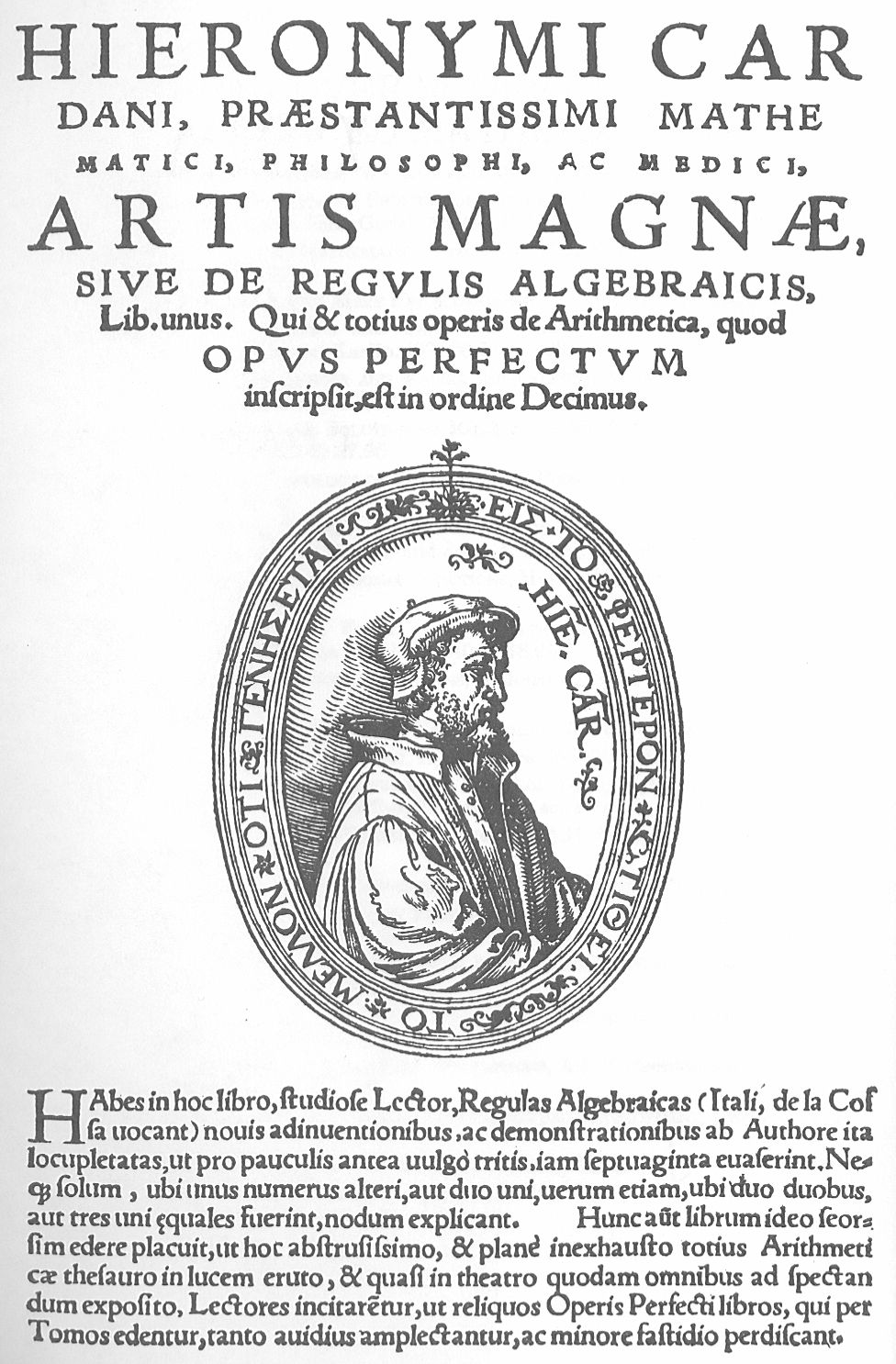
Page de titre de lArs Magna de Cardan.

## Formules de Cardan
Théorème — Les solutions complexes {\displaystyle z_{k}\ \left(0\leq k\leq 2\right)} de l'équation du troisième degré {\displaystyle z^{3}+pz+q=0}, où les coefficients p et q sont réels, sont données par
avec
et 3 uk vk = –p, d'où
où Δ = –(4 p3 + 27 q2) est le discriminant de l'équation et où {\displaystyle \mathrm {j} =\mathrm {e} ^{2\mathrm {i} \pi /3}={\frac {-1+\mathrm {i} {\sqrt {3}}}{2}}}.
- Si Δ > 0, alors il y a trois solutions réelles distinctes.
- Si Δ = 0, alors une solution est multiple et toutes sont réelles.
- Si Δ < 0, alors une solution est réelle et les deux autres sont complexes conjuguées.

Remarque 1 : en posant p = 3p', q = 2q' et Δ = 4×27 Δ', on obtient
Si l'on part de l'équation générale {\displaystyle ax^{3}+bx^{2}+cx+d=0}, a ≠ 0, on se ramène à la forme réduite en posant :
{\displaystyle x=z-{\frac {b}{3a}},\qquad p=-{\frac {b^{2}}{3a^{2}}}+{\frac {c}{a}}\qquad {\text{et}}\qquad q={\frac {b}{27a}}\left({\frac {2b^{2}}{a^{2}}}-{\frac {9c}{a}}\right)+{\frac {d}{a}}}.
La démonstration des formules est donnée ci-dessous dans le paragraphe « Principe de la méthode », mais détaillons d'abord leurs conséquences selon le signe de Δ.
Remarque 2 : une méthode plus simple, la substitution de Viète, aboutit aux mêmes formules que celle de Cardan.

### SiΔest négatif
L'équation possède alors une solution réelle et deux complexes. On pose
{\displaystyle u={\sqrt[{3}]{\frac {-q+{\sqrt {\frac {-\Delta }{27}}}}{2}}}\quad {\mbox{et}}\quad v={\sqrt[{3}]{\frac {-q-{\sqrt {\frac {-\Delta }{27}}}}{2}}},\qquad {\mbox{soit encore}}\qquad u={\sqrt[{3}]{-q'+{\sqrt {-\Delta '}}}}\quad {\mbox{et}}\quad v={\sqrt[{3}]{-q'-{\sqrt {-\Delta '}}}}}.
La seule solution réelle est alors z0 = u + v. Il existe également deux solutions complexes conjuguées l'une de l'autre :
{\displaystyle {\begin{cases}z_{1}=\mathrm {j} u+{\overline {\mathrm {j} }}v\\z_{2}=\mathrm {j} ^{2}u+{\overline {\mathrm {j} ^{2}}}v\end{cases}}\qquad \mathrm {o{\grave {u}}} \qquad \mathrm {j} =-{\frac {1}{2}}+\mathrm {i} {\frac {\sqrt {3}}{2}}=\mathrm {e} ^{\mathrm {i} {\frac {2\pi }{3}}}\qquad {\text{et}}\qquad \mathrm {j} ^{2}=-{\frac {1}{2}}-\mathrm {i} {\frac {\sqrt {3}}{2}}=\mathrm {e} ^{\mathrm {i} {\frac {4\pi }{3}}}}.

### SiΔest nul
Si p = q = 0, l'équation possède 0 comme solution triple.
Dans le cas contraire, p et q sont tous deux non nuls. L'équation possède alors deux solutions réelles, une simple et une double :
{\displaystyle {\begin{cases}z_{0}=2{\sqrt[{3}]{\frac {-q}{2}}}={\frac {3q}{p}}\\z_{1}=z_{2}=-{\sqrt[{3}]{\frac {-q}{2}}}={\frac {-3q}{2p}}\end{cases}}}

### SiΔest positif
L'équation possède alors trois solutions réelles. Toutefois, il est nécessaire de faire une incursion dans les complexes pour toutes les trouver (voir le § « Remarque historique »). Les solutions sont les sommes de deux complexes conjugués jku et {\displaystyle {\overline {\mathrm {j} ^{k}u}}} où {\displaystyle u={\sqrt[{3}]{\frac {-q+\mathrm {i} {\sqrt {\frac {\Delta }{27}}}}{2}}}} et {\displaystyle k\in \{0,1,2\}}, soit l'ensemble suivant :
{\displaystyle {\begin{cases}z_{0}=u+{\overline {u}}\\z_{1}=\mathrm {j} u+{\overline {\mathrm {j} u}}\\z_{2}=\mathrm {j} ^{2}u+{\overline {\mathrm {j} ^{2}u}}\end{cases}}}
La forme réelle des solutions est obtenue en écrivant jku sous la forme trigonométrique, ce qui donne :
{\displaystyle z_{k}=2{\sqrt {\frac {-p}{3}}}\cos {\left({\frac {1}{3}}\arccos {\left({\frac {3q}{2p}}{\sqrt {\frac {3}{-p}}}\right)}+{\frac {2k\pi }{3}}\right)}\qquad {\mbox{ avec }}\qquad k\in \{0,1,2\}}.

## Principe de la méthode
On considère l'équation générale du troisième degré suivante : ax3 + bx2 + cx + d = 0.
En posant
{\displaystyle x=z-{\frac {b}{3a}}},
on se ramène à une équation de la forme
{\displaystyle z^{3}+pz+q=0}.
On va maintenant poser z = u + v avec u et v complexes, de façon à avoir deux inconnues au lieu d'une et se donner ainsi la possibilité de poser ultérieurement une condition sur u et v permettant de simplifier le problème. L'équation z3 + pz + q = 0 devient ainsi
{\displaystyle (u+v)^{3}+p(u+v)+q=0}.
Cette équation se transforme sous la forme suivante :
{\displaystyle u^{3}+v^{3}+3uv^{2}+3vu^{2}+p(u+v)+q=0}
{\displaystyle u^{3}+v^{3}+(3uv+p)(u+v)+q=0}.
La condition de simplification annoncée sera alors 3uv + p = 0. Ce qui nous donne d'une part u3 + v3 + q = 0 et d'autre part uv = – p/3, qui, en élevant les deux membres à la puissance 3 donne u3v3 = – p3/27.
On obtient finalement le système somme-produit des deux inconnues u3 et v3 suivant :
{\displaystyle {\begin{cases}u^{3}+v^{3}&=-q\\u^{3}v^{3}&=-{\frac {p^{3}}{27}}.\end{cases}}}
Les inconnues  u3 et v3 étant deux complexes dont on connaît la somme et le produit, ils sont donc les solutions de l'équation du second degré :
{\displaystyle X^{2}+qX-{\frac {p^{3}}{27}}=0}.
Le discriminant de cette équation du second degré est {\displaystyle \delta =q^{2}-4\times 1\times {\frac {-p^{3}}{27}}=q^{2}+{\frac {4}{27}}p^{3}} et les racines sont
{\displaystyle {\begin{cases}u^{3}={\frac {-q+{\sqrt {\delta }}}{2}}{\text{ et }}v^{3}={\frac {-q-{\sqrt {\delta }}}{2}}&{\text{ si }}\delta {\text{ est positif}}\\u^{3}={\frac {-q+\mathrm {i} {\sqrt {-\delta }}}{2}}{\text{ et }}v^{3}={\frac {-q-\mathrm {i} {\sqrt {-\delta }}}{2}}&{\text{ si }}\delta {\text{ est n}}{\acute {\text{e}}}{\text{gatif}}\\u^{3}=v^{3}={\frac {-q}{2}}&{\text{ si }}\delta {\text{ est nul.}}\end{cases}}}
On notera que le discriminant Δ de l'équation du troisième degré z3 + pz + q = 0 est lié au discriminant δ ci-dessus par la relation Δ = –27δ.
Il suffit alors d'associer les trois racines cubiques de u3 et v3 deux par deux de façon à obtenir trois couples (u,v) tels que uv = – p/3, puis de reporter les trois couples de valeurs trouvés pour u et v dans l'expression z = u + v. On obtient dans tous les cas en fonction du discriminant Δ la solution figurant dans l'encadré ci-dessus.
Enfin, on revient au premier changement de variable x = z – b/3a pour avoir les trois racines de l'équation du troisième degré posée au départ. On peut noter que ce type de méthode met en évidence qu'il est parfois nécessaire de travailler dans un corps de nombres plus vaste que celui contenant les variables du problème pour trouver la solution : ici malgré le fait que les entrées (les coefficients) sont réelles, il faut passer par les complexes pour trouver toutes les solutions réelles. Cependant, comme on l'a vu plus haut, il est également possible de rester dans les réels, en acceptant d'utiliser les fonctions trigonométriques (ce qui était déjà connu des algébristes italiens) ; l'explication de l'efficacité de cette deuxième  méthode ne sera donnée que par Euler.

## Exemples
De nombreux exemples sont disponibles dans les manuels et sur le web.

## Généralisation à un corps quelconque
Généralisation : Formules de Cardan sur un corps commutatif quelconque — Les solutions {\displaystyle z_{k}\ \left(0\leq k\leq 2\right)} de l'équation du troisième degré z3 + pz + q = 0, où les coefficients p et q appartiennent à un corps commutatif K de caractéristique différente de 2 et de 3, sont données dans une clôture algébrique K de K par les mêmes formules que ci-dessus, où j est une racine cubique primitive de l'unité. On choisit les deux racines cubiques de façon que leur produit soit égal à -p/3. Ces trois solutions sont distinctes si, et seulement si Δ ≠ 0 et pour qu'elles appartiennent toutes trois à K, il est nécessaire que Δ soit le carré d'un élément de K.
Dans le corps fini ℤ/13ℤ, pour résoudre l'équation z3 + 2z + 6 = 0, on calcule successivement –Δ = 3 = 42, puis –q + 4/2 = –1, d'où u0 = –1 et v0 = –p/(3u0) = 5 (car dans ℤ/13ℤ, 3 × 5 = 2 donc 2/3 = 5). Avec j = 3 et j2 = –4, les trois solutions sont donc z0 = –1 + 5 = 4, z1 = 3×(–1) – 4×5 = 3 et z2 = –4×(–1) + 3×5 = 6.

## Remarque historique

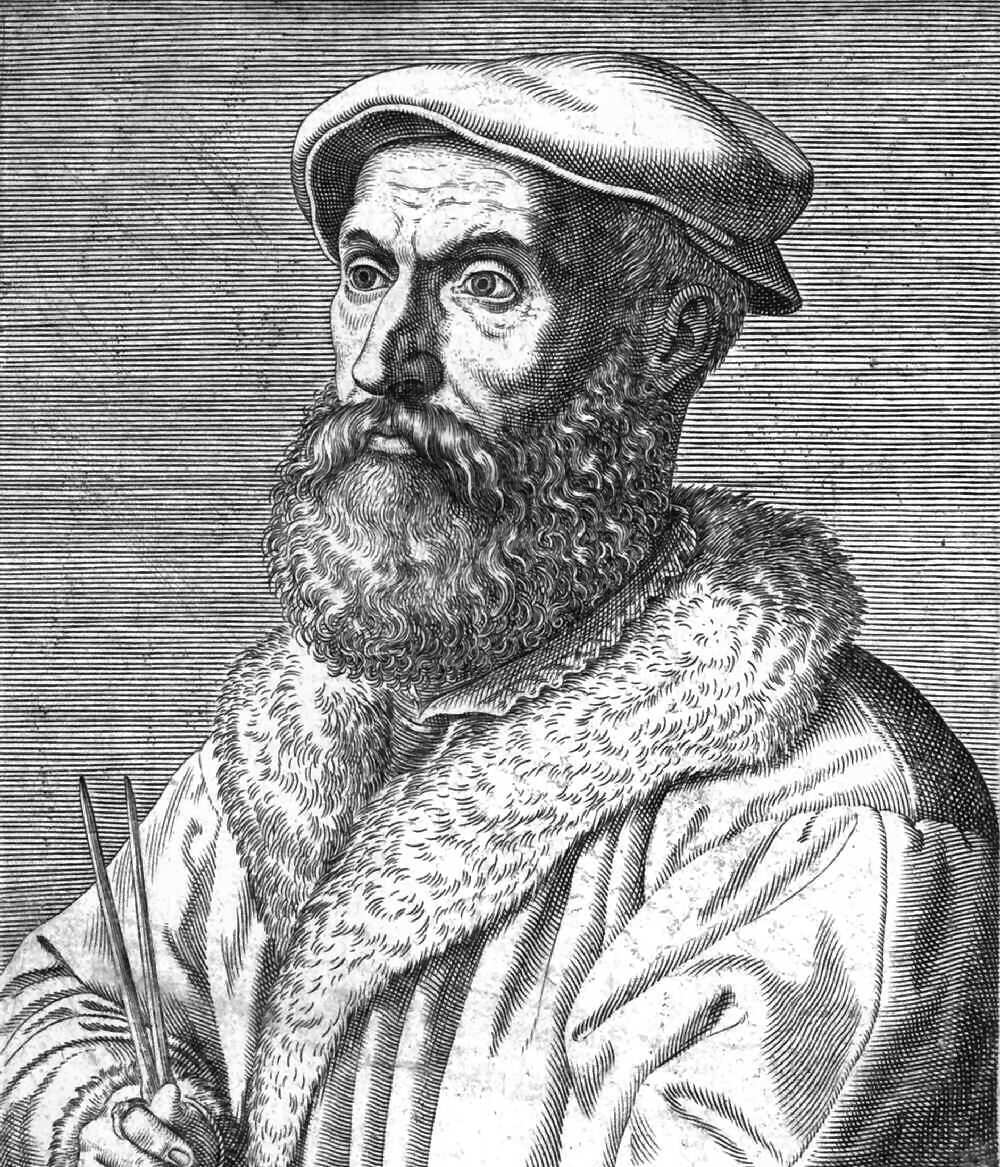
Portrait de Niccolò Fontana Tartaglia

La méthode fut découverte en premier lieu en 1515 par le mathématicien italien Scipione del Ferro, et gardée secrète par celui-ci. Le mathématicien italien Tartaglia en avait connaissance vers 1535. À cette époque, les mathématiciens se lançaient des défis pour résoudre des équations du troisième degré et Tartaglia les résolvait toutes. Intrigué, Cardan lui demanda s'il avait trouvé une méthode. Après s'être fait prier et avoir reçu l'assurance que Cardan ne la dévoilerait à personne, Tartaglia la lui confia. Cardan la publia en 1545, en la généralisant à des cas où il était nécessaire d'introduire des racines carrées de nombres négatifs. Il est donc le premier à avoir utilisé des nombres complexes, non sans appréhension.
On appelle désormais souvent ces formules les formules de Tartaglia-Cardan.
L'utilisation des formules de Cardan nécessite parfois l'utilisation de nombres complexes, même pour trouver des solutions réelles. En fait, les nombres imaginaires sont précisément nés à cette occasion.
Dans l'exemple z3 = 15z + 4 ou bien z3 – 15z – 4 = 0, on a p = –15 et q = –4, donc :
u3v3 = 153/27 = 125 et u3 + v3 = 4 donc u3 et v3 sont racines de l'équation X2 – 4X + 125 = 0, dont les racines n'« existent » pas. Pourtant, il y a bien une solution z à l'équation initiale : c'est z = 4.
C'est Raphaël Bombelli qui surmontera cette difficulté en proposant pour la première fois un calcul sur les nombres imaginaires. La résolution formelle de l'équation X2 – 4X + 125 = 0 donne pour racines {\displaystyle u^{3}=2+{\sqrt {-121}}=2+11{\sqrt {-1}}} et {\displaystyle v^{3}=2-{\sqrt {-121}}=2-11{\sqrt {-1}}}, or Bombelli s'aperçoit que le cube de {\displaystyle 2+{\sqrt {-1}}} vaut {\displaystyle 2+{\sqrt {-121}}} et que le cube de {\displaystyle 2-{\sqrt {-1}}} vaut {\displaystyle 2-{\sqrt {-121}}}. Il en déduit que {\displaystyle u=2+{\sqrt {-1}}} et que {\displaystyle v=2-{\sqrt {-1}}} et il trouve bien finalement comme solution z = u + v = 4.
Les nombres imaginaires sont nés.
Une méthode a été développée par Ludovico Ferrari (en 1545), puis généralisée par Bombelli (en 1572) pour la résolution par radicaux de l'équation générale du quatrième degré (équation quartique). Comme on le sait, la résolution par radicaux n'est plus possible pour l'équation générale de degré supérieur ou égal à 5 (théorème d'Abel-Ruffini).